# Grande-Anse (Mékinac)
Pour les articles homonymes, voir Grande-Anse.
Grande-Anse est un hameau, situé le long de la route 155, sur la rive Est de la rivière Saint-Maurice, dans la municipalité de Trois-Rives, dans la MRC de Mékinac, en Mauricie, au Québec, Canada.

## Géographie
Ce hameau est situé près de la rivière Saint-Maurice, à une cinquantaine de kilomètres au sud de La Tuque, au nord de l'embouchure de la rivière Matawin et au sud du hameau de la Rivière-aux-Rats. Grande-Anse est situé aussi à 5 km au nord du hameau Olscamp et au nord du hameau Rivière-Matawin.
Constituant la limite occidentale au canton de Boucher, la rivière Saint-Maurice s'élargit pour former une demi-lune à la hauteur de Grande-Anse. Ce croisant de la rivière est désigné Grande Anse depuis au moins le milieu du XIXe siècle.

## Histoire
Théodore Olscamp (1828-1878) et sa famille se sont établis vers 1863 dans le secteur désigné Grande-Anse. Déjà en 1865, sa ferme prospérait grâce à la demande des entrepreneurs forestiers qui remontaient la rivière Saint-Maurice, sur la glace, au début de l'hiver et redescendaient aux printemps avec leurs hordes de chevaux et de travailleurs. M. Olschamp était le premier pourvoyeur du secteur pour les produits de l'agriculture pour les travailleurs forestiers venus de la Basse-Mauricie pour œuvrer dans les coupes forestières concédées en Haute-Mauricie. La maison familiale constituaient une halte (avec gîte et restauration) pour les voyageurs. Tandis que les chevaux étaient abrités à l'étable publique ou dans des abris.
Quelques autres pionniers ont établi autour leur maison et leur ferme. En 1873, M. Olscamp avait lui-même construit une chapelle sur un terrain concédé à la mission de Grande-Anse. En 1878, Théodore Olschamp est décédé tragiquement par noyade dans la rivière Saint-Maurice, tout comme sa femme et un jeune enfant qui venait d'être baptisé. Une complainte régionale fort répandue a été composée spécialement à la mémoire de ces trois disparus.

## Toponymie
En 1887, l'évêque de Trois-Rivières, monseigneur Louis-François Richer Laflèche, désigna officiellement la mission "Saint-Théodore-de-la-Grande-Anse", à la mémoire de ce valeureux pionnier.
La désignation "Grande-Anse" a été officialisée le 5 décembre 1968 à la Banque des noms de lieux de la Commission de toponymie du Québec.
Coordonnées décimales: -72.91888; 47.08972